# Сумійосі тайся
Сумійосі тайся (яп. 住吉大社), або Велике святилище Сумійосі — святилище синто, що знаходиться в м. Осака, район Сумійосі. Одне з найстаріших святилищ синто, головне святилище (сохонся) всіх святилищ Сумійосі, яких у Японії нараховується 2300. Значиться у списку «Енґісікі»; в добу Хейан входило до 12 головних святилищ синто.
Божества (камі), яким поклоняються у святилищі: Сокоцуцуноо-но мікото, Накацуцуноо-но мікото, Увацуцуноо-но мікото (три божества Сумійосі), а також Окінаґатарасі-хіме-но мікото (Імператриця Дзінґу).
Святилище Сумійосі тайся є одним із найдавніших і найбільш відомих у Японії.
Згідно з міфами «Кодзікі», три божества Сумійосі народилися, коли бог Ідзанаґі після повернення з царства мертвих омився в морі. Імператриця Дзінґу вважається засновницею святилища.
Головні храми Сумійосі тайся побудовано в особливому стилі, який називається сумійосі-дзукурі.